# Vilshult
Vilshult is een plaats in de gemeente Olofström in het landschap Blekinge en de provincie Blekinge län in Zweden. De plaats heeft 357 inwoners (2005) en een oppervlakte van 83 hectare.

## Verkeer en vervoer
Bij de plaats lopen de Riksväg 15 en Länsväg 121.
Olofström · Jämshög · Kyrkhult · Vilshult · Gränum · Biskopmåla en deel van Hemmingsmåla · Hemsjö